# Klášter Haller Damenstift
Haller Damenstift byl klášter ve městě Hall in Tirol, který existoval v letech 1567–1783.

## Historie
Haller Damenstift založil Ferdinand II. v roce 1567 pro své dvě svobodné sestry arcivévodkyně Magdalenu a Helenu. Využíval se areál hradu Sparberegg, který byl v letech 1477 až 1567 sídlem mincovny. Po položení základního kamene se obě ženy mohly v roce 1569 nastěhovat do budovy se 40 jeptiškami. Kolegiátní budova a kolegiátní kostel (dnes bazilika Nejsvětějšího srdce Páně), vysvěcené v roce 1570, byly postaveny v renesančním stylu italskými staviteli Giovanni a Albertem Luccheseovými. K Damenstiftu patřily i další budovy v Hallu, například Kapellmeisterhaus, Knabenseminar, Ansitz Thurnfeld a Stiftsgarten se Stiftsmaierei, letohrádkem a Stiftsdoktorhaus. Duchovní péči o klášter převzal jezuitský řád, který se usadil v jeho bezprostřední blízkosti. Vzhledem k tomu, že Haller Damenstift měl především nabízet dámám z vyšší šlechty bezstarostný a zbožný život, byl klášter dobře finančně zajištěn a matrony se snažily majetek dobře investovat. Hraběnka zu Spaur und Vallör například získala zástavní panství dvora Lienz s nižšími dvory Kals, Virgen a Defereggen a panství Heinfels.
Klášterní komplex byl již v letech 1611–1612 značně přestavěn. Přestavba jezuitského kláštera a výstavba jezuitského kostela dodaly komplexu barokní ráz. Zemětřesení v roce 1670 si vyžádalo druhé přestavění.
V roce 1783 císař Josef II. zrušil Haller Damenstift. Budova kláštera byla následně využívána jako obytná budova a kostel byl zprofanován. V roce 1845 zde byla založena městská nemocnice. Teprve v roce 1912 se budova opatství a kostel vrátily ke svému původnímu účelu, když je na popud arcivévody Ferdinanda Karla začal využívat belgický řád Filles du Sacré Coeur. Klášterní Dcery Nejsvětějšího Srdce Ježíšova. Klášterní Dcery Nejsvětějšího Srdce Ježíšova se věnují každodenní adoraci a díky svému hábitu jsou známé jako bílé holubice.